# 대각선 논법

이진법에서 비가산 집합의 존재성을 증명하는 칸토어의 대각선 논법을 나타낸 것이다. 아래에 있는 수는 위의 어느 수와도 같을 수 없다.

집합론에서 대각선 논법(對角線論法, 영어: diagonal argument)은 게오르크 칸토어가 실수가 자연수보다 많음을 증명하는 데 사용한 방법이다. 즉, 대각선 논법은 실수의 집합이 비가산 집합임을 보이는 데 사용된다.

## 자연수와 실수의 집합의 크기
자연수(음이 아닌 정수)의 집합 {\displaystyle \mathbb {N} }과 실수 구간 {\displaystyle (0,1)} 사이에는 전단사 함수가 존재하지 않으며, 이는 대각선 논법으로 증명할 수 있다. 이는 실수의 집합 {\displaystyle \mathbb {R} }이 비가산 집합이라는 명제와 동치이다. 이 명제가 참인지를 묻는 문제는 게오르크 칸토어가 1873년에 리하르트 데데킨트에게 보내는 서신에서 처음 제기하였다. 칸토어는 이 정리를 1874년에 구간 축소법을 이용하여 증명하였으며, 1891년에 대각선 논법을 사용하여 재증명하였다. 대각선 논법을 이용한 증명은 이전의 증명보다 더 간단하며 오늘날 더 널리 알려져 있다.

### 증명
임의의 함수 {\displaystyle f\colon \mathbb {N} \to (0,1)}가 주어졌다고 하자. 구간 {\displaystyle (0,1)}에 포함되는 실수는 소수로 표기할 수 있다. 다만, 0.1과 같은 유한 소수는 0.0000…, 0.9999…로 쓰도록 해서 실수 하나에는 하나의 소수 표현만이 대응하도록 한다. 이렇게 표기하였을 때, {\displaystyle f}의 값들이 다음과 같다고 하자.
{\displaystyle f(0)=0.a_{11}a_{12}a_{13}\cdots }
{\displaystyle f(1)=0.a_{21}a_{22}a_{23}\cdots }
{\displaystyle f(2)=0.a_{31}a_{32}a_{33}\cdots }
{\displaystyle \vdots }
다음과 같은 실수 {\displaystyle r\in (0,1)}를 생각하자.
{\displaystyle r=0.b_{1}b_{2}b_{3}\cdots }
여기서 {\displaystyle b_{i}}는 다음과 같다.
{\displaystyle b_{i}={\begin{cases}1&a_{ii}\neq 1\\2&a_{ii}=1\end{cases}}}
그렇다면 임의의 {\displaystyle n\in \mathbb {N} }에 대하여, {\displaystyle r}는 {\displaystyle f(n)}과 소수점 뒤 {\displaystyle n+1}번째 자리에서 다르므로, {\displaystyle r\neq f(n)}이다. 즉, {\displaystyle r}는 {\displaystyle f}의 치역에 포함되지 않으며, {\displaystyle f}는 전사 함수가 아니다. 즉, 전사 함수 {\displaystyle \mathbb {N} \to (0,1)}는 존재하지 않으며, 모든 전단사 함수는 전사 함수이므로 이 역시 존재하지 않는다. 전단사 함수 {\displaystyle (0,1)\to \mathbb {R} }는 자명하게 존재하므로, 전단사 함수 {\displaystyle \mathbb {N} \to \mathbb {R} } 역시 존재하지 않는다.

### 다른 방법의 증명
다음 증명은 대각선 논법을 사용하지 않는다. 구간 {\displaystyle (0,1)}의 임의의 부분 집합 {\displaystyle S\subseteq (0,1)}에 대하여, 갑과 을이 다음과 같은 규칙의 게임을 한다고 가정하자.
- 갑과 을은 번갈아 가며 실수를 취한다.
- 우선 갑이 {\displaystyle x_{0}=0}을 취하고, 그 뒤 을이 {\displaystyle y_{0}=1}을 취한다.
- {\displaystyle x_{n-1},y_{n-1}}이 선택되었을 때, 먼저 갑이 임의의 {\displaystyle x_{n}\in (x_{n-1},y_{n-1})}을 취하고, 을은 임의의 {\displaystyle y_{n}\in (x_{n},y_{n-1})}를 취한다.
- 이 경우, {\displaystyle (x_{n})_{n=0}^{\infty }}는 수렴하며, {\displaystyle \textstyle \lim _{n\to \infty }x_{n}\in (0,1)}이다. 만약 {\displaystyle \textstyle \lim _{n\to \infty }x_{n}\in S}라면 갑이 승리하며, 만약 {\displaystyle \textstyle \lim _{n\to \infty }x_{n}\not \in S}라면 을이 승리한다.

만약 {\displaystyle S=\{s_{1},s_{2},\dots \}}가 가산 집합일 경우, 다음과 같은 을의 필승 전략이 존재한다. 임의의 {\displaystyle n\in \mathbb {Z} ^{+}}에 대하여,
- 만약 {\displaystyle n\leq |S|}이며 {\displaystyle s_{n}\in (x_{n},y_{n-1})}라면, 을은 {\displaystyle n}번째 실수로 {\displaystyle y_{n}=s_{n}}을 취한다.
- 만약 {\displaystyle n>|S|}이거나 {\displaystyle s_{n}\not \in (x_{n},y_{n-1})}라면, 을은 {\displaystyle n}번째 실수로 임의의 {\displaystyle y_{n}\in (x_{n},y_{n-1})}을 취한다.

그러나 {\displaystyle S=(0,1)}일 경우 항상 갑이 승리하므로, 을은 필승 전략을 가지지 않는다. 따라서 {\displaystyle (0,1)}은 비가산 집합이다.

## 멱집합의 크기
칸토어의 정리(1890년)에 따르면, 임의의 집합 {\displaystyle X} 과 그 멱집합 {\displaystyle {\mathcal {P}}(X)} 사이에는 전단사 함수가 존재하지 않는다. 이 역시 대각선 논법을 이용해 증명할 수 있다. 이 증명에서는 각각의 집합 {\displaystyle \psi (x)}에 대해서 {\displaystyle x}를 포함할지로 항상 다른 집합 {\displaystyle A}를 만들어 내는 점이 대각선을 이용하고 있다. 이 정리에 의해, 멱집합의 크기가 원래의 집합보다 커지는 것은 알 수 있지만, 그럼 그 사이에 다른 크기는 존재하는가 하는 문제를 생각할 수도 있고 이것은 연속체 가설로 불리고 있다.
만약 모든 집합의 집합 {\displaystyle V}가 존재한다면, {\displaystyle {\mathcal {P}}(V)}는 {\displaystyle V}의 부분 집합이면서도 {\displaystyle V}보다 크기가 커져 모순을 일으킨다. 이를 칸토어 역설이라고 한다. 따라서, 공리적 집합론에서는 모든 집합을 포함한 집합이 존재하지 않는다. 대신 모든 집합의 고유 모임은 존재하며, 폰 노이만 전체라고 불린다.

### 증명
임의의 집합 {\displaystyle X}에 대하여, 함수
{\displaystyle f\colon X\to {\mathcal {P}}(X)}
가 주어졌다고 하자. 그렇다면
{\displaystyle A=\{x\in X\colon x\not \in f(x)\}\subset X}
를 정의하자. 그렇다면 다음 두 명제를 쉽게 보일 수 있다.
- 임의의 {\displaystyle a\in A}에 대하여, {\displaystyle A\neq f(a)}이다.
  - 정의에 따라서 {\displaystyle a\not \in f(a)}이다. 그러나 {\displaystyle a\in A}이므로, {\displaystyle A\neq f(a)}이다.
- 임의의 {\displaystyle b\in X\setminus A}에 대하여, {\displaystyle A\neq f(b)}이다.
  - 정의에 따라서 {\displaystyle b\in f(b)}이다. 그러나 이 경우 {\displaystyle b\not \in A}이므로, {\displaystyle A\neq f(b)}이다.

따라서 {\displaystyle A}는 {\displaystyle f}의 상에 포함되지 않는다. 즉, {\displaystyle f}는 전사 함수가 아니다. 따라서, {\displaystyle X}와 {\displaystyle {\mathcal {P}}(X)} 사이에 전사 함수가 존재하지 않으며, 모든 전단사 함수는 전사 함수이므로 역시 존재하지 않는다.
위의 구성은 러셀의 역설에서 이용되는 자기 자신을 포함하지 않는 집합 {\displaystyle \{S\colon S\not \in S\}}과 유사하다.

## 같이 보기
- 집합의 크기

## 참고 문헌
- (흥미있는 수학 이야기 -이만근,오은영 2007)http://shop.mathlove.kr/shop/goods/goods_view.php?&goodsno=472&category=004001
- (Georg Cantor (1891). "Ueber eine elementare Frage der Mannigfaltigkeitslehre". Jahresbericht der Deutschen Mathematiker-Vereinigung. 1: 75–78. English translation: Ewald, William B. (ed.) (1996). From Immanuel Kant to David Hilbert: A Source Book in the Foundations of Mathematics, Volume 2. Oxford University Press. pp. 920–922. ISBN 0-19-850536-1.-Ueber eine elementare Frage der Mannigfaltigketislehre.
- Jahresbericht der Deutschen Mathematiker-Vereinigung / Zeitschriftenband (1890/91)  / Artikel / 75 - 78